# 먹거리 X파일
《먹거리 X파일》은 2012년 2월 10일부터 2017년 6월 23일까지 방송되었던 프로그램이다.

## 역대 진행자
- 1대 : 이영돈 PD (2012년 2월 10일 ~ 2014년 5월 30일)
- 2대 : 김진 기자 (2014년 6월 6일 ~ 2017년 6월 23일)

## 논란
먹거리 X파일은 특정 식품을 무리한 설정으로 나쁜 식품으로 몬다는 비판을 받았다. 2014년 1월 17일(에피소드 102회)에 방영된 간장 게장은 식당의 영업시간이 끝나고 제작진이 찾아와 간장 게장을 요구하자 업주가 "상품은 이미 다 팔리고 없고 냉동고에 숙성중인 것만 있다"고 거절하였고, 제작진이 "간장 맛만 볼 것이므로 얼어있어도 상관없다"고 하여 촬영했는데 방송분에서는 요리 비평가가 "겉만 멀쩡하고 속은 얼어있다"고 비판한 바 있다. 2017년 3월 12일 방송된 대만 카스테라 에피소드에선 카스테라에 식용유가 과다하게 들어간다고 방송하였으나, 맛 칼럼리스트 황교익으로부터 문제 없는 음식을 마치 못 먹을 음식처럼 매도하였다는 비판을 받았다.

## 동일 소재 프로그램
- 잘먹고 잘사는 법 (SBS 시사교양본부 제작)